# Willem Paschen

Wapen van Paschen

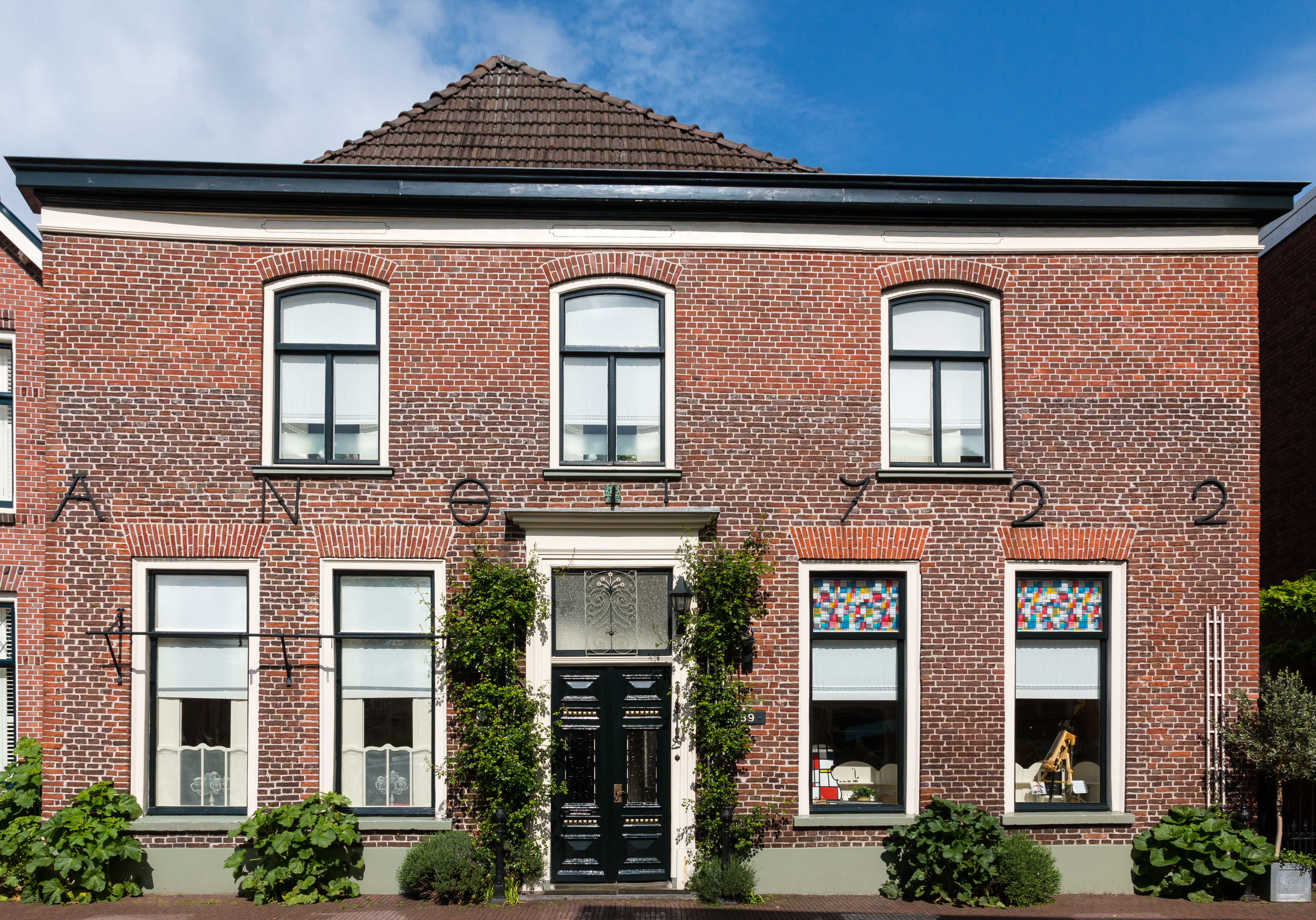
Huis van Paschen in Winterswijk

Willem Paschen (Enschede, 1764 - Winterswijk, 1842), was een richter en laatste drost van de heerlijkheid Bredevoort die internationale bekendheid heeft verworven vanwege zijn betrokkenheid in verband met de executie van de Freule van Dorth in 1799.

## Levensloop
Willem Paschen was sinds 1789 drost van Bredevoort en een bemiddeld koopman en herbergier te Winterswijk. Hij was getrouwd met Judith Hofkes, dochter van Jan Hofkes, en hij verwant was aan de families Walien en Willink. Paschen heeft aan de zijde van de patriottisch Franse partij een rol gespeeld in de Oranjerevolutie in de graafschap Zutphen van 1799, met name in het proces tegen de Freule van Dorth. Paschen gaf de namen van twintig gegoede burgers aan de Fransman Girot, die onmiddellijk deze burgers uit hun huizen liet oppakken en onder arrest plaatsen.  De gebeurtenissen waren niet van invloed op zijn herbenoeming in 1802. Paschen was de laatste drost van Bredevoort, na 1818 zou burgemeester Arnoldus Florentinus Roelvink de gemeente besturen.